# Serranocirrhitus latus
Serranocirrhitus latus là loài cá biển duy nhất thuộc chi Serranocirrhitus trong phân họ Serraninae của họ Cá mú. Loài này được mô tả lần đầu tiên vào năm 1949.

## Từ nguyên
Tên chi Serranocirrhitus không được giải nghĩa, có lẽ là kết hợp giữa Serranus, một chi cá mú cùng phân họ (khả năng không phải là ghép từ serra, "cái cưa" trong tiếng Latinh, vì phần trước nắp mang của loài này không có răng cưa) và Cirrhitus (thuộc họ Cá ông chấm), được cho là một loài cá mú mang đặc điểm giống với loài cá ông chấm Cyprinocirrhites polyactis. Tính từ định danh latus trong tiếng Latinh có nghĩa là "rộng rãi" cũng không rõ ý nghĩa, có thể hàm ý loài này có thân cao lớn hơn so với thân thon dài như C. polyactis.

## Phân bố và môi trường sống
Từ quần đảo Ryukyu và quần đảo Izu, S. latus có phân bố trải dài xuống khu vực Tam giác San Hô, rạn san hô Great Barrier và Nouvelle-Calédonie ở phía nam, trải dài về phía đông đến Palau và Tonga.
S. latus sinh sống trên các rạn san hô, cũng có thể hợp thành đàn nhỏ gần gờ đá và hang hốc; độ sâu trong khoảng 15–70 m.
S. latus đã bị suy giảm cục bộ ở Philippines do nạn đánh bắt quá mức.

## Mô tả
Chiều dài cơ thể lớn nhất được ghi nhận ở S. latus là 13 cm. S. latus có màu hồng sẫm với các chấm vàng cam trên mỗi vảy cá (chấm lớn hơn ở gần lưng, và nhỏ hơn về phía bụng). Các vệt sọc vàng bao quanh mắt. Nắp mang có một đốm vàng. Vây đuôi hình lưỡi liềm; vây bụng chạm đến được gốc vây hậu môn.
Số gai ở vây lưng: 10; Số tia vây ở vây lưng: 18–20; Số gai ở vây hậu môn: 3; Số tia vây ở vây hậu môn: 7; Số tia vây ngực: 13–14; Số vảy đường bên: 33–38.

## Sinh thái
S. latus là loài khó tiếp cận, có thể bơi lộn ngược.

## Thương mại
S. latus xuất hiện trong ngành thương mại cá cảnh. Chúng được bán với giá khoảng 7,50 USD một con tại quần đảo Solomon (theo một báo cáo vào năm 2004).